# Жарт (оповідання)
Жарт (рос. Шуточка) — оповідання Антона Чехова, вперше опубліковане 1886 року. 

## Історія публікації и критика
Оповідання «Жарт» вперше вийшло друком у 10-му номері журналу «Сверчок» від 12 березня 1886 року за підписом «Людина без селезінки».
Оповідання стало другим, яке Чехов опублікував у журналі «Сверчок». Першим було «Ніч на кладовищі (святочне оповідання)», що вийшло в першому номері журналу від 8 січня, і викликало конфлікт Чехова з Лейкіним, видавцем журналу «Осколки». Тому наступного оповідання видавець «Сверчка» Вернер був змушений чекати 2 місяці.
Чехов сильно переробив оповідання перш ніж відправляти його видавцеві Марксу, коли той 1899 року готував повне зібрання творів письменника. У переробленому варіанті головний герой перетворився з дотепника на інтелігентного молодика, отож оповідь стала стриманішою. Іншим став кінець оповідання: замість одруження з Надею, герой їде з міста і не повертається до неї.
Критики звернули увагу на оповідання з видання Маркса. Богослов Введенський питав себе, навіщо головний герой змушував страждати іншу людину. Ангел Богданович відзначив літературну витонченість оповідання і тужливе почуття, що викликає в читача його фінал.
За життя Чехова оповідання переклали болгарською, німецькою, польською, сербськохорватською і словацькою мовами.
1966 року режисер Андрій Смирнов зняв за оповіданням "Жарт" однойменний короткометражний фільм. Головні ролі зіграли Микита Михалков і Нонна Терентьєва.

## Сюжет
Оповідь ведеться від імені головного героя, молодика. Він кличе кататися зі сніжної гірки на санчатах дівчину Надю. Вона дуже боїться, але погоджується. Під час спуску, коли у вухах переляканої дівчини виє вітер, оповідач шепоче: «Я кохаю вас, Надю». Біля підніжжя гірки молодик зображує байдужість, змушуючи Надю сумніватися, чи він щось казав. Вона погоджується з'їхати ще раз, щоб зрозуміти, були то слова її друга чи завивання вітру. І знову хлопець утнув той же жарт. Вони катаються кілька наступних днів, оповідач продовжує розігрувати дівчину. Та прагне зрозуміти, звідки взялися слова, але кожен спуск з гірки лякає її та не дозволяє вчасно зосередитися. Минає зима, гірка розтанула, а Надя не може знайти відповідь. Якось увечері, коли вона сумна стояла на ґанку, оповідач, сховавшись за парканом, знову каже ці слова, і дівчину охоплює радість. Незабаром чоловік виїхав до іншого міста, а Надя одружилася і народила дітей. Оповідач впевнений, що ці спогади залишилися для неї найщасливішими в житті, а сам він уже не розуміє, навіщо жартував.